# Музыкантский переулок
Музыка́нтский переулок — переулок в Петроградском районе Санкт-Петербурга. Проходит от Пионерской улицы до улицы Красного Курсанта, пересекая Малую Гребецкую улицу.

## История
Имя Музыкантский переулок присвоено в 1849 году, дано по квартировавшим в домах 2 и 3 музыкантским командам Павловского военного училища и 2-го Кадетского корпуса. Параллельно существовали варианты 1-й Музыкантский переулок, 1-й Музыкальный переулок, 1-я Музыкальная улица. 16 апреля 1887 года присвоено наименование Музыкантская улица, в 1930-е годы вновь превращается в Музыкантский переулок.

## Достопримечательности
- Военно-топографическое училище (по нечетной стороне переулка)